# Lori modroprsý
Lori modroprsý (Eos histrio) je druh malého papouška, který je endemický pro Indonésii, konkrétně pro jediný ostrov: Karakelang. Je populární i mezi chovateli okrasného ptactva, nicméně ve svém přirozeném areálu výskytu postupně mizí, což vedlo k tomu, že v současné době je dle Mezinárodního svazu ochrany přírody (IUCN) řazen mezi ohrožené druhy.

## Taxonomie

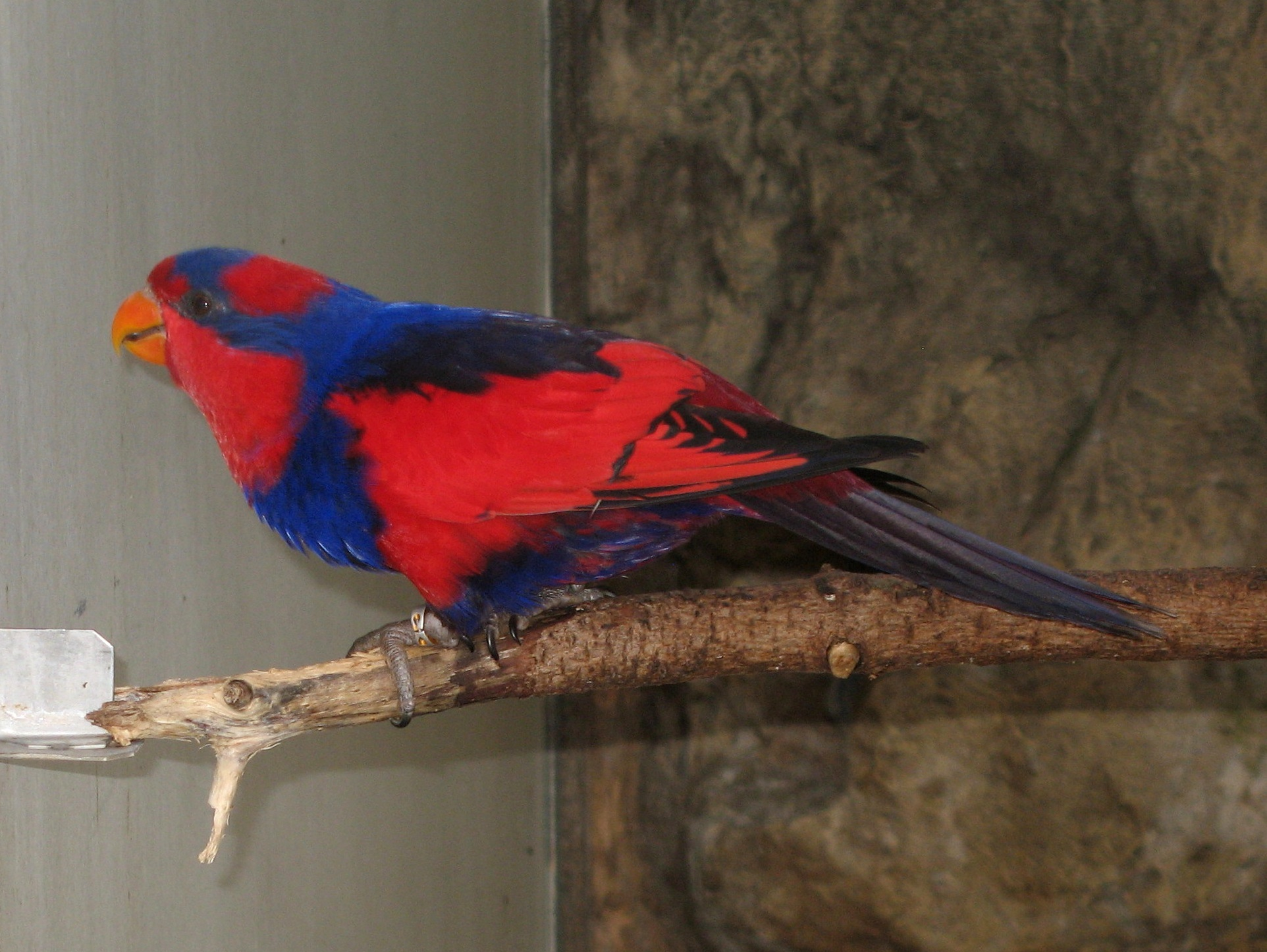

Lorie modroprsé poprvé popsal německý zoolog Philipp Ludwig Statius Müller v roce 1776. Jsou řazeni do řádu papoušků, rodu Eos, který je blízce příbuzný rodu Pseudoeos.
Bývají popisovány tři poddruhy: Eos histrio challengeri, Eos histrio histrio a Eos histrio talautensis. Nicméně první dva, které pochází z ostrova Miangas a souostroví Sangihe, již zřejmě vyhynuly následkem odlesňování. Přesná doba vyhynutí není známa, nicméně při výpravě v roce 1986 již na Sangihe ani Miangasu žádní loriové nebyli. Populace přežívající na Karakelangu přísluší k subspecii E. h. talautensis.

## Popis
Loriové modroprsí jsou malí a lehce stavění ptáci, zároveň také dobří letci. V dospělosti měří asi 30 cm na délku, rozpětí křídel se pohybuje mezi 15 a 16 cm. Není u nich patrný pohlavní dimorfismus a vydávají krátké a ostré pištění.
Mají krátký, ostře zakřivený a jasně oranžový zobák. Peří je na většině těla jasně červené, modrý až fialový je pruh táhnoucí se od šíje přes oči až na čelo. Také náprsenka a peří na nohou jsou modré. Letky jsou zbarveny fialově až fialovo-červeně, krovky bývají červené s černými konci. Spodní strana ocasu je matně červená. Mají šedé nohy s černými drápy, duhovky tmavě hnědé.
V současné době existuje jediná populace loriů na ostrově Karakelang (souostroví Talaudských ostrovů v Molouckém moři). Mimo tento ostrov již všechny populace zřejmě vymřely. Vyhledávají lesy se vzrostlými stromy v nadmořské výšce do 1500 m.

## Chování
Loriové modroprsí žijí pouze v korunách stromů – nikdy nesestupují až na zem, ani při hledání potravy. Ačkoliv nemigrují na dlouhé vzdálenosti, tak při hledání jídla mohou přelétávat mezi jednotlivými ostrovy. Živí se hlavně nektarem a pylem, podobně jako většina druhů loriů. Sekundárně i hmyzem a ovocem, které sbírají i na zahradách. Tito ptáci jsou poměrně hluční, především při přeletech, a ztichnou až při krmení.
Hnízdí na urostlých stromech, které jsou ale káceny, čímž loriové přichází o místa k vyvedení mladých. Jako období hnízdění bývá uváděn duben až květen, ale také listopad až prosinec, kdy je největší hojnost ovoce. Samičky snáší jedno až dvě vejce, která poté zahřívají 25 až 26 dnů. Mladí se líhnou téměř holí a slepí: oči otevírají až po deseti až čtrnácti dnech. Do šedesátého dne života jsou již plně opeření a od sedmdesátého se sami krmí. Pohlavně dospívají okolo dvou let.
Mimo období rozmnožování tvoří menší hejna (do osmi jedinců), která se slétávají na palmových plantážích.

## Populace a ohrožení
Roku 1996 byla populace loriů modroprsých odhadována na 9 400 až 24 150 jedinců, v roce 1999 byly stavy podobné. K roku 2019 se počet divokých jedinců pohybuje mezi 5 500 až 14 000 kusy.
První zaznamenaný import proběhl v roce 1871, cílem byla zoologická zahrada v Londýně. První odchov byl ale zaznamenán až mnohem později: roku 1965 u soukromého chovatele v Dánsku. Od té doby obchod s exotickým ptactvem jen kvetl: například pozorování v roce 1999 dokázalo, že ročně je z ostrova Karakelang vyvezen tisíc až dva tisíce loriů modroprsých. Nicméně obchod s exotickými zvířaty není jedinou hrozbou, která stojí za úbytkem populace: další z nich je odlesňování a s ním související ztráta přirozeného prostředí. Kvůli němu vymizeli například na souostroví Sangihe.
Dle Mezinárodního svazu ochrany přílohy (IUCN) se jedná o ohrožený druh. Jako jeden ze dvou druhů loriů (společně s vinim modrým Vini ultramarina) se nachází i v první příloze CITES, což znamená, že obchod s živými exempláři je zakázaný. Díky černému obchodu ale import stále pokračuje; většina jedinců je transportována přes blízké Filipíny.